# Diecezja Araçuaí

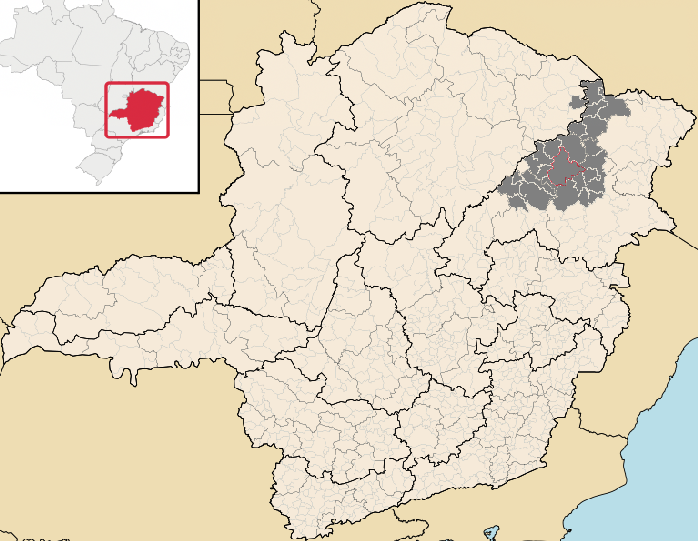
Diecezja Araçuaí.

File:Regional CNBB Leste 2.png

Diecezja Araçuaí (łac. Dioecesis Arassuahyensis) – diecezja Kościoła rzymskokatolickiego w Brazylii. Należy do metropolii Diamantina, wchodzi w skład regionu kościelnego Leste II. Została erygowana przez papieża Piusa X w dniu 25 sierpnia 1913.

## Główne świątynie
- Katedra: Katedra św. Józefa w Araçuaí

## Biskupi diecezjalni
- Serafim Gomes Jardim (1914–1934)
- José de Haas OFM (1937–1956)
- José Maria Pires (1957–1965)
- Altivo Pacheco Ribeiro (1966–1973)
- Silvestre Luís Scandián SVD (1975–1981)
- Crescênzio Rinaldini (1982–2001)
- Dario Campos OFM (2001–2004)
- Severino Clasen OFM (2005–2011)
- Marcello Romano (2012–2020)
- Esmeraldo Barreto de Farias (2020–2024)
- Geraldo dos Reis Maia (od 2024)